# Hockley (Essex)
Hockley est un village et une paroisse civile de l'Essex, en Angleterre.